# Táltos
Il táltos (altrimenti tátos, pronuncia: 'taal-tosh) è una figura importante delle credenze tradizionali delle popolazioni ungheresi, simile ad uno sciamano e ai benandanti del Friuli.
Secondo il prete romano-cattolico Arnold Ipolyi, autore del libro "Magyar mitológia" (Mitologia ungherese) del 1854, un táltos è colui o colei che è stato in diretto contatto con Dio prima della nascita. Una volta nato o nata egli o ella ha una missione speciale da compiere, in particolare quello di curare nel corpo e nell'anima i membri della sua comunità. Può essere sia maschio che femmina.
Alla nascita lo o la si può riconoscere dal fatto di avere un numero superiore alla norma di dita o dal fatto di avere già i denti.
Il táltos può entrare in profondo stato meditativo (detto "révülés") e curare qualsiasi malattia o combattere qualsiasi male. Egli o ella protegge anche la comunità dai suoi nemici.
Ci sono delle differenze tra uno sciamano e un táltos:
- Lo sciamano studia per diventare tale, il táltos usa essenzialmente doti e conoscenze ricevute prima della nascita;
- Lo sciamano deve ricevere aiuto dall'esterno per andare in meditazione, il táltos può fare "révülés" da solo.
- Esteriormente i táltos sono uguali agli altri membri della comunità
- Lo sciamano deve eseguire canti, danze o altro quando opera, il táltos invece è normalmente in silenzio e immobile.
- Il táltos è tradizionalmente legato al cavallo.
- Il táltos ha una missione personalizzata ricevuta da Dio.

Combattuta dalla cultura ufficiale ungherese in seguito alla conversione del paese al cattolicesimo, la tradizione era ancora viva nel XVIII secolo e ancora oggi non è completamente scomparsa. Gesù Cristo nella tradizione popolare viene chiamato égi táltos (ovvero il táltos del paradiso).